# Piotr Podlasz
Piotr Michał Podlasz – polski lekarz weterynarii, doktor habilitowany nauk rolniczych, profesor na Uniwersytecie Warmińsko-Mazurskim w Olsztynie, specjalista od anatomii zwierząt.

## Kariera naukowa
W 2000 roku na Uniwersytecie Warmińsko-Mazurskim w Olsztynie uzyskał tytuł lekarza weterynarii. W 2004 roku na Wydziale Medycyny Weterynaryjnej tej samej uczelni uzyskał stopień doktora nauk weterynaryjnych na podstawie rozprawy pt. Plastyczność neuronów zwoju przyszyjkowego świni po częściowej histerektomii, której promotorem był Krzysztof Wąsowicz. W 2005 roku został zatrudniony na tejże uczelni, a w 2019 roku uzyskał na jej Wydziale Medycyny Weterynaryjnej stopień doktora habilitowanego nauk rolniczych w dyscyplinie weterynarii na podstawie pracy pt. Badanie funkcji galaniny z użyciem danio pręgowanego (Danio rerio, ang. zebrafish) jako organizmu modelowego.